# Coupe d'Autriche de football
Cet article traite uniquement de la compétition masculine. Pour la compétition féminine, voir Coupe d'Autriche féminine de football.

La Coupe d'Autriche de football (ÖFB-Cup (de)) est une compétition annuelle nationale organisé par la Fédération autrichienne de Football, réunissant les équipes de football autrichiennes dans un tournoi à élimination directe. La coupe a été créée en 1918, l'année où la République autrichienne a été proclamée. Depuis 2009 elle est nommée UNIQA ÖFB-Cup, en raison d'un partenariat.
Le tenant en titre est le Wolfsberger AC, qui a remporté l’édition 2024-2025, sa 1re victoire dans la compétition.
Le club le plus titré est le FK Austria Vienne, avec 27 victoires.

## Règlement

### Participants
La participation à la Coupe est obligatoire pour les clubs de Bundesliga et les clubs de 2.Liga sauf pour les équipes filiales de club de Bundesliga.
Pour le reste des places, elles sont réparties entre :
- 6 équipes
  - Association de football de la Basse-Autriche

- 5 équipes
  - Association de football de la Haute-Autriche
  - Association de football de la Styrie

- 4 équipes
  - Association de football de Vienne
  - Association de football du Burgenland
  - Association de football de la Carinthie
  - Association de football du Tyrol

- 3 équipes
  - Association de football de la Région de Salzbourg
  - Association de football du Voralberg

Le tournoi commence d’abord par un tour préliminaire où participent les équipes de divisions inférieures parmi leur région.
Le premier tour de la phase principale de la Coupe réunit tous les participants, sauf ceux aux coupes de l’UEFA.

### Matchs
Les matchs sont joués en 2 périodes de 45 minutes dans un stade non-neutre pour les matchs en dehors de finale.
En cas de match nul, le match se prolonge par 2 périodes de 15 minutes respectivement.
Avant 1971, en cas de match nul après les 4 périodes, le match été rejoué en inversant l’équipe a domicile, sauf dans le cas d’une finale où le vainqueur était désigné au tirage au sort, ce qui a été le cas lors de l’édition 1966-1967. En cas de match de répétition qui finit sur un match nul, un tirage au sort était également effectué. Pour éviter ce genre de problème, des matchs aller-retour ont été mis en place à partir des quarts de finale.
Depuis 1971, en cas de match nul, une séance de tirs au but a lieu pour alléger le calendrier.

## Histoire

### L’époque de l’Autriche-Hongrie (1897-1918)
Le prédécesseur de la Coupe d’Autriche est créée en 1897 en Autriche-Hongrie sous le nom de Challenge Cup opposant sous format de coupe les clubs de ce même pays. Même si en réalité la compétition se jouait qu’entre les clubs des 3 grandes métropoles qui sont Vienne, Budapest et Prague. La compétition a toujours été gagné par des clubs viennois, à l’exception d’une édition où le club de Ferencváros s’est imposé.

### L’époque Autrichienne (1918-)
La compétition a vue le début de son histoire s’écrire lors de la saison 1918-1919. Elle s’est jouée en quasi-continu depuis sauf lors de la période de l’Anschluss (Annexion de l’Autriche par l’Allemagne Nazie) sur 1939-1945 et entre 1950 et 1958 car la compétition avait perdue de l’intérêt.
En 2008, à cause de l’Euro 2008 qui s’est joué en Autriche, les clubs de Première division autrichienne et de Deuxième division autrichienne n’ont pas prit part à l’édition 2007-2008 de la coupe d’Autriche sur recommandation de la fédération. La coupe à donc été considérée comme la Coupe Amateure de football autrichien, elle a été remportée par le SV Horn mais n’est pas considérée comme une coupe nationale majeure dans son palmarès.
Depuis 2010, la compétition a comme slogan « Buts pour l’Europe » ("Tore für Europa") pour marquer le fait que c’est le moyen le plus rapide pour se qualifier à une compétition internationale en Autriche. En effet, la compétition qualifie directement à l’Europa League en 6-7 matchs (durée du tournoi en fonction de la division du club).

## Palmarès

### Palmarès par club
| Club | Victoires | Finaliste | Années gagnantes | Années finaliste                                                                               |
| --- | --------- | --------- | --- | ---------------------------------------------------------------------------------------------- |
| Austria Vienne                                                                                               | 27        | 12        | 1921, 1924, 1925, 1926, 1933, 1935, 1936, 1948, 1949, 1960, 1962, 1963, 1967, 1971, 1974, 1977, 1980, 1982, 1986, 1990, 1992, 1994, 2003, 2005, 2006, 2007, 2009 | 1920, 1922, 1927, 1930, 1931, 1947, 1964, 1984, 1985, 2004, 2013, 2015                         |
| Rapid Vienne                                                                                                 | 14        | 16        | 1919, 1920, 1927, 1946, 1961, 1968, 1969, 1972, 1976, 1983, 1984, 1985, 1987, 1995                                                                               | 1929, 1934, 1959, 1960, 1966, 1971, 1973, 1986, 1990, 1991, 1993, 2005, 2017, 2019, 2023, 2024 |
| Red Bull Salzbourg                                                                                           | 9         | 5         | 2012, 2014, 2015, 2016, 2017, 2019, 2020, 2021, 2022 | 1974, 1980, 1981, 2000, 2018                                                                   |
| Wacker Innsbruck (6) (3) Swarovski Tirol (1) (2) Tirol Innsbruck (–) (1)                                     | 7         | 6         | 1970, 1973, 1975, 1978, 1979, 1989, 1993 | 1976, 1982, 1983, 1987, 1988, 2001                                                             |
| Sturm Graz                                                                                                   | 7         | 4         | 1996, 1997, 1999, 2010, 2018, 2023, 2024 | 1948, 1975, 1998, 2002                                                                         |
| SK Admira Vienne (5) (–) SC Wacker Vienne (1) (1) Admira Wacker Vienne (–) (4) Admira Wacker Mödling (–) (2) | 6         | 7         | 1928, 1932, 1934, 1947, 1964, 1966 | 1923, 1979, 1989, 1992, 1996, 2009, 2016                                                       |
| Grazer AK | 4         | 2         | 1981, 2000, 2002, 2004 | 1962, 1968                                                                                     |
| First Vienna FC                                                                                              | 3         | 6         | 1929, 1930, 1937 | 1925, 1926, 1936, 1946, 1961, 1997                                                             |
| Wiener AC | 3         | 3         | 1931, 1938, 1959 | 1928, 1932, 1935                                                                               |
| SV Ried | 2         | 2         | 1998, 2011 | 2012, 2022                                                                                     |
| Wiener Sport-Club                                                                                            | 1         | 7         | 1923 | 1919, 1921, 1937, 1938, 1969, 1972, 1977                                                       |
| LASK Linz | 1         | 5         | 1965 | 1963, 1967, 1970, 1999, 2021                                                                   |
| FC Kärnten                                                                                                   | 1         | 1         | 2001 | 2003                                                                                           |
| Wiener AF | 1         | –         | 1922 | –                                                                                              |
| Kremser SC                                                                                                   | 1         | –         | 1988 | –                                                                                              |
| SV Stockerau                                                                                                 | 1         | –         | 1991 | –                                                                                              |
| SV Horn | 1         | –         | 2008 | –                                                                                              |
| FC Pasching                                                                                                  | 1         | –         | 2013 | –                                                                                              |
| Wolfsberger AC                                                                                               | 1         | –         | 2025 | –                                                                                              |
| FC Linz | –         | 2         | – | 1978, 1994                                                                                     |
| SV Mattersburg                                                                                               | –         | 2         | – | 2006, 2007                                                                                     |
| SC Austria Lustenau                                                                                          | –         | 2         | – | 2011, 2020                                                                                     |
| SK Slovan Wien                                                                                               | –         | 1         | – | 1924                                                                                           |
| Brigittenauer AC                                                                                             | –         | 1         | – | 1933                                                                                           |
| Vorwärts Steyr                                                                                               | –         | 1         | – | 1949                                                                                           |
| Wiener Neustädter SC                                                                                         | –         | 1         | – | 1965                                                                                           |
| DSV Leoben                                                                                                   | –         | 1         | – | 1995                                                                                           |
| SV Feldkirchen                                                                                               | –         | 1         | – | 2008                                                                                           |
| SC Wiener Neustadt                                                                                           | –         | 1         | – | 2010                                                                                           |
| St. Pölten                                                                                                   | –         | 1         | – | 2014                                                                                           |
| TSV Hartberg                                                                                                 | –         | 1         | – | 2025                                                                                           |

### Finale par année
| Année                                                                  | Vainqueur             | Score            | Finaliste                |
| ---------------------------------------------------------------------- | --------------------- | ---------------- | ------------------------ |
| 1919                                                                   | Rapid Vienne          | 3-0              | Wiener Sport-Club        |
| 1920                                                                   | Rapid Vienne          | 5-2              | Wiener Amateur-SV        |
| 1921                                                                   | Wiener Amateur-SV     | 2-1              | Wiener Sport-Club        |
| 1922                                                                   | Wiener AF             | 2-1              | Wiener Amateur-SV        |
| 1923                                                                   | Wiener Sport-Club     | 3-1              | SC Wacker Vienne         |
| 1924                                                                   | Wiener Amateur-SV     | 8-6              | SK Slovan Vienne         |
| 1925                                                                   | Austria Vienne        | 3-1              | First Vienna FC          |
| 1926                                                                   | Austria Vienne        | 4-3              | First Vienna FC          |
| 1927                                                                   | Rapid Vienne          | 3-0              | Austria Vienne           |
| 1928                                                                   | SK Admira Vienne      | 2-1              | Wiener AC                |
| 1929                                                                   | First Vienna FC       | 3-2              | Rapid Vienne             |
| 1930                                                                   | First Vienna FC       | 1-0              | Austria Vienne           |
| 1931                                                                   | Wiener AC             |                  |                          |
| 1932                                                                   | SK Admira Vienne      | 6-1              | Wiener AC                |
| 1933                                                                   | Austria Vienne        | 1-0              | Brigittenauer AC         |
| 1934                                                                   | SK Admira Vienne      | 8-0              | Rapid Vienne             |
| 1935                                                                   | Austria Vienne        | 5-1              | Wiener AC                |
| 1936                                                                   | Austria Vienne        | 3-0              | First Vienna FC          |
| 1937                                                                   | First Vienna FC       | 2-0              | Wiener Sport-Club        |
| 1938                                                                   | Schwarz-Rot Vienne    | 1-0              | Wiener Sport-Club        |
| 1939-1945 : Les clubs prennent part à la Coupe d'Allemagne de football |                       |                  |                          |
| 1946                                                                   | Rapid Vienne          | 2-1              | First Vienna FC          |
| 1947                                                                   | SC Wacker Vienne      | 4-3              | Austria Vienne           |
| 1948                                                                   | Austria Vienne        | 2-1              | SK Sturm Graz            |
| 1949                                                                   | Austria Vienne        | 5-2              | SK Vorwärts Steyr        |
| 1950-1958 : non disputée                                               |                       |                  |                          |
| 1959                                                                   | Wiener AC             | 2-0              | Rapid Vienne             |
| 1960                                                                   | Austria Vienne        | 4-2              | Rapid Vienne             |
| 1961                                                                   | Rapid Vienne          | 3-1              | First Vienna FC          |
| 1962                                                                   | Austria Vienne        | 4-1              | Grazer AK                |
| 1963                                                                   | Austria Vienne        | 1-0              | Linzer ASK               |
| 1964                                                                   | SK Admira Vienne      | 1-0              | Austria Vienne           |
| 1965                                                                   | Linzer ASK            | 1-0 , 1-1        | 1. Wiener Neustädter SC  |
| 1966                                                                   | SK Admira Vienne      | 1-0              | Rapid Vienne             |
| 1967                                                                   | Austria Vienne        | 1-2 , 1-0        | Linzer ASK               |
| 1968                                                                   | Rapid Vienne          | 2-0              | Grazer AK                |
| 1969                                                                   | Rapid Vienne          | 2-1              | Wiener Sport-Club        |
| 1970                                                                   | FC Wacker Innsbruck   | 1-0              | Linzer ASK               |
| 1971                                                                   | Austria Vienne        | 2-1 a.p.         | Rapid Vienne             |
| 1972                                                                   | Rapid Vienne          | 1-2 , 3-1 a.p.   | Wiener Sport-Club        |
| 1973                                                                   | SSW Innsbruck         | 1-0 , 1-2        | Rapid Vienne             |
| 1974                                                                   | Austria Vienne        | 2-1 , 1-1        | SV Austria Salzbourg     |
| 1975                                                                   | SSW Innsbruck         | 3-0 , 0-2        | SK Sturm Graz            |
| 1976                                                                   | Rapid Vienne          | 1-2 , 1-0        | SSW Innsbruck            |
| 1977                                                                   | SpG Austria-Wiener AC | 1-0 , 3-0        | Wiener Sport-Club        |
| 1978                                                                   | SSW Innsbruck         | 1-1 , 2-1        | SK Vöest Linz            |
| 1979                                                                   | SSW Innsbruck         | 1-0 , 1-1        | Admira/Wacker Vienne     |
| 1980                                                                   | Austria Vienne        | 0-1 , 2-0        | SV Austria Salzbourg     |
| 1981                                                                   | Grazer AK             | 0-1 , 2-0 a.p.   | SV Austria Salzbourg     |
| 1982                                                                   | Austria Vienne        | 1-0 , 3-1        | SSW Innsbruck            |
| 1983                                                                   | Rapid Vienne          | 3-0 , 5-0        | SSW Innsbruck            |
| 1984                                                                   | Rapid Vienne          | 1-3 , 2-0        | Austria Vienne           |
| 1985                                                                   | Rapid Vienne          | 3-3 t.a.b. (3-2) | Austria Vienne           |
| 1986                                                                   | Austria Vienne        | 6-5 a.p.         | Rapid Vienne             |
| 1987                                                                   | Rapid Vienne          | 2-0 , 2-2        | FC Swarovski Tirol       |
| 1988                                                                   | Kremser SC            | 2-0 , 1-3        | FC Swarovski Tirol       |
| 1989                                                                   | FC Swarovski Tirol    | 0-2 , 6-2        | Admira/Wacker Vienne     |
| 1990                                                                   | Austria Vienne        | 3-1 a.p.         | Rapid Vienne             |
| 1991                                                                   | SV Stockerau          | 2-1              | Rapid Vienne             |
| 1992                                                                   | Austria Vienne        | 1-0              | Admira/Wacker Vienne     |
| 1993                                                                   | FC Wacker Innsbruck   | 3-1              | Rapid Vienne             |
| 1994                                                                   | Austria Vienne        | 4-0              | FC Linz                  |
| 1995                                                                   | Rapid Vienne          | 1-0              | DSV Leoben               |
| 1996                                                                   | SK Sturm Graz         | 3-1              | Admira/Wacker Vienne     |
| 1997                                                                   | SK Sturm Graz         | 2-1              | First Vienna FC          |
| 1998                                                                   | SV Ried               | 3-1              | SK Sturm Graz            |
| 1999                                                                   | SK Sturm Graz         | 1-1 t.a.b. (4-2) | Linzer ASK               |
| 2000                                                                   | Grazer AK             | 2-2 t.a.b. (4-3) | SV Austria Salzbourg     |
| 2001                                                                   | FC Kärnten            | 2-1 a.p.         | FC Tirol Innsbruck       |
| 2002                                                                   | Grazer AK             | 3-2              | SK Sturm Graz            |
| 2003                                                                   | Austria Vienne        | 3-0              | FC Kärnten               |
| 2004                                                                   | Grazer AK             | 3-3 t.a.b. (5-4) | Austria Vienne           |
| 2005                                                                   | Austria Vienne        | 3-1              | Rapid Vienne             |
| 2006                                                                   | Austria Vienne        | 3-0              | SV Mattersburg           |
| 2007                                                                   | Austria Vienne        | 2-1              | SV Mattersburg           |
| 2008                                                                   | SV Horn               | 1-1, 2-1         | SV Feldkirchen           |
| 2009                                                                   | Austria Vienne        | 3-1 a.p.         | FC Admira Wacker Mödling |
| 2010                                                                   | SK Sturm Graz         | 1-0              | SC Wiener Neustadt       |
| 2011                                                                   | SV Ried               | 2-0              | SC Austria Lustenau      |
| 2012                                                                   | Red Bull Salzbourg    | 3-0              | SV Ried                  |
| 2013                                                                   | FC Pasching           | 1-0              | Austria Vienne           |
| 2014                                                                   | Red Bull Salzbourg    | 4-2              | St. Pölten               |
| 2015                                                                   | Red Bull Salzbourg    | 2-0 ap           | Austria Vienne           |
| 2016                                                                   | Red Bull Salzbourg    | 5-0              | FC Admira Wacker Mödling |
| 2017                                                                   | Red Bull Salzbourg    | 2-1              | Rapid Vienne             |
| 2018                                                                   | SK Sturm Graz         | 1-0 ap           | Red Bull Salzbourg       |
| 2019                                                                   | Red Bull Salzbourg    | 2-0              | Rapid Vienne             |
| 2020                                                                   | Red Bull Salzbourg    | 5-0              | SC Austria Lustenau      |
| 2021                                                                   | Red Bull Salzbourg    | 3-0              | Linzer ASK               |
| 2022                                                                   | Red Bull Salzbourg    | 3-0              | SV Ried                  |
| 2023                                                                   | SK Sturm Graz         | 2-0              | Rapid Vienne             |
| 2024                                                                   | SK Sturm Graz         | 2-1              | Rapid Vienne             |
| 2025                                                                   | Wolfsberger AC        | 1-0              | TSV Hartberg             |